# Ärmelband Kreta

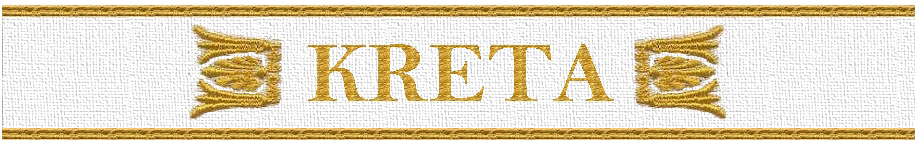
Ärmelband Kreta

Das Ärmelband Kreta war eine Tätigkeits- und Tapferkeitsauszeichnung der deutschen Wehrmacht im Zweiten Weltkrieg. Es wurde durch Hitler im Jahr 1942 eingeführt, der mit der Weisung Nr. 28 („Merkur“) vom 25. April 1941 die Eroberung Kretas befohlen hatte.

## Hintergrund
Als letzte offensive Operation des Balkanfeldzuges griffen mit italienischer Unterstützung am 20. Mai 1941 etwa 15.000 Fallschirmjäger und etwa 8.500 Gebirgsjäger der Wehrmacht die Insel Kreta an. Für die Überführung der Truppen sorgten hauptsächlich 493 Transportflugzeuge Ju 52 und 80 Gleiter, die durch über 430 Bomber und etwa 180 Jagdflugzeuge und kleinere Marineeinheiten unterstützt wurden.
Verteidigt wurde Kreta durch schätzungsweise 30.000 Briten, Neuseeländer und Australier sowie rund 11.000 bis 14.000 Griechen. Nach heftigen und verlustreichen Kämpfen gewannen die Truppen der Achsenmächte die Oberhand. Mit Eintrag vom 3. Juni 1941 im Kriegstagebuch des OKW, der lautete: „Der Kampf um Kreta ist beendet“, galt die Insel als erobert.

## Verleihungsbestimmungen
Die genauen Stiftungsdaten des Ärmelbandes sind bis heute nicht bekannt. Die Oberbefehlshaber gaben die Stiftung unterschiedlich bekannt:
- Kriegsmarine: 14. August 1942
- Luftwaffe: 29. September 1942
- Heer: 16. Oktober 1942

Auch wichen die Stiftungstexte der drei Wehrmachtteile, aufgrund der Verschiedenartigkeit der beteiligten Waffengattungen, erheblich voneinander ab.
Grundsätzlich konnte das Ärmelband Kreta an Angehörige der Wehrmacht, die in der Luft, auf der Erde oder zur See an den Kampfhandlungen um Kreta unmittelbar teilgenommen hatten, verliehen werden:
- Heer: Soldaten, die bis 27. Mai 1941 auf der Insel gelandet waren, sowie die, die am 19. Mai 1941 in See gegangen und am Seegefecht vor Kreta beteiligt waren.
- Marine: Alle Marineangehörigen, die bis zum 27. Mai 1941 auf dem Luft- oder Seewege Kreta erreichten, sowie die Marineangehörigen, die am 21. /22. Mai 1941 mit der ersten bzw. zweiten Transportstaffel an den Seegefechten bei Sparta und Milos teilnahmen. Außerdem konnten diejenigen Marineangehörigen berücksichtigt werden, die beim ersten Panzertransport vom Festland nach Kreta am 26. bis 27. Mai 1941 teilnahmen.
- Luftwaffe: Beleihungsberechtigt waren die Fallschirmjäger die über Kreta abgesprungen waren oder aus der Luft angelandet wurden, Besatzungen der Kampfgeschwader z. b. V. (zur besonderen Verwendung), die zum Absetzen von Fallschirmjägern oder zur Landung auf Kreta eingesetzt waren, sowie die Flugzeugbesatzungen, der bis 27. Mai 1941 mit Kampfaufträgen über Kreta oder im Seegebiet um die Insel eingesetzten Aufklärungs-, Jagd-, Kampfflieger, Stuka- und Zerstörerverbände.

Als Endtermin für die Verleihung wurde der 31. Oktober 1944 festgelegt. Dieser Zeitpunkt galt nicht für Vermisste und Kriegsgefangene. Zur eigentlichen Vergabe des Ärmelbandes kam es Mitte des Jahres 1943.

## Aufmachung
Das Ärmelband (etwa 355 mm mal 36 mm) bestand aus einer weißen Stoffunterlage. Der Schriftzug Kreta war aus goldgelber Kunstseidenstickerei mittig angebracht. Er wurde am oberen und unteren Rand des Ärmelbandes von einer ebenfalls goldgelben etwa 3 mm breiten Litze und rechts und links von ebensolchen goldgelb gestickten, nach außen gerichteten Palmen mit jeweils drei Blattgruppen eingefasst. Es stammte aus der Produktion der Wuppertaler Firma BeVo. Das Ärmelband Kreta wurde am linken Unterarm über dem Ärmelaufschlag getragen.